# 岩倉具起
岩倉 具起（いわくら ともおき）は、江戸時代前期の公卿。村上源氏久我家の分家岩倉家の第2代当主。官位は従二位・権中納言
明治維新の功臣岩倉具視は子孫にあたる。

## 経歴
元和5年（1619年）に叙爵。元和6年（1620年）、後水尾天皇の侍従となり、元和8年（1622年）に左近衛少将。その後、官位のみ累進していき、寛永19年（1642年）に従三位に達して公卿に列した。正保元年（1644年）に参議に任じられたが、翌年には辞す。同年踏歌節会外弁をつとめた。承応元年（1652年）従二位権中納言となったが、明暦2年（1656年）に辞職。

## 系譜
- 父：岩倉具堯
- 母：園基継の娘
- 妻：小倉季藤の娘
  - 男子：岩倉具詮（1630-1680）　
  - 男子：愛宕通福（中院通純猶子）
  - 女子：後西天皇典侍